# Walter Upmeyer
August Hubert Eduard Walter Upmeyer (* 1. Dezember 1876 in Hannover; † 2. Januar 1961 ebenda) war ein deutscher Musiker, Musikwissenschaftler und Musiksammler, spezialisiert auf alte Musik (v. a. des Barock).

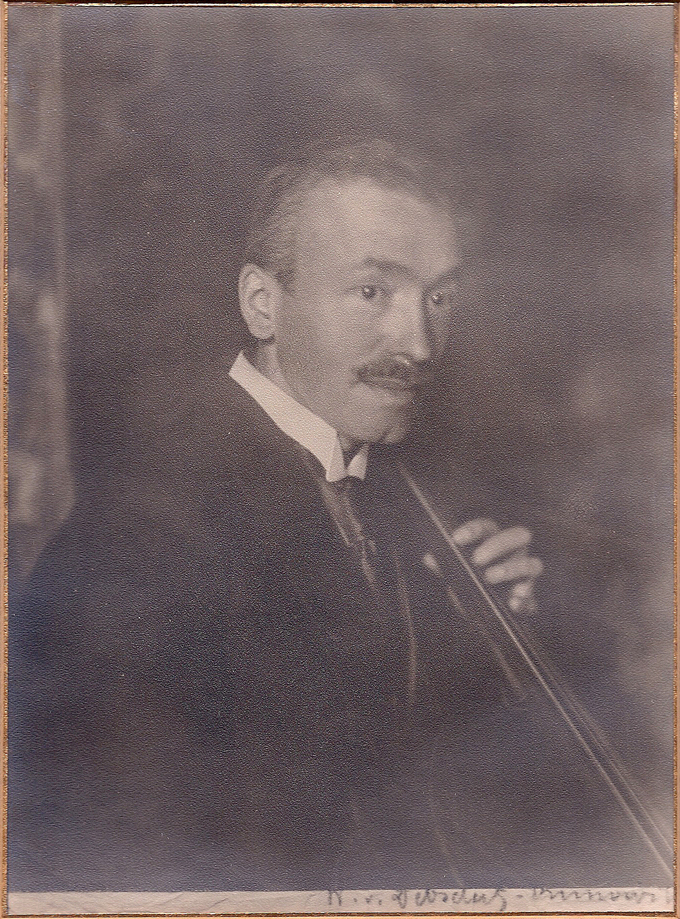
Walter Upmeyer, fotografiert um 1920 von Wanda von Debschitz-Kunowski

## Leben und Werk
Upmeyers aus Bückeburg stammender Vater war kgl. Handelsrichter und später Kaufmann in Hannover. Er besuchte dort das Realgymnasium I bis zum Abitur und begann dann ein Studium der neueren Philologie (Kunstgeschichte, Philosophie, neuere Sprachen). Er studierte vier Semester in München, ein Semester in Göttingen und anschließend mehrere Semester in Kiel, wo er am 9. Dezember 1899 mit einer Arbeit Über die Charakterzeichnung in der altfranzösischen Heldendichtung „Raoul de Cambrai“ bei Heinrich Koerting promoviert wurde.
Upmeyer war „von Beruf zunächst Gymnasiallehrer“, und „in jüngeren Jahren Lehrer des Realgymnasiums“ wobei er diese Laufbahn bis zum Studienprofessor verfolgte.
Am 6. Dezember 1911 ließ er seinen Familiennamen amtlich von dem sehr häufigen Namen Meyer in Upmeyer ändern. Er orientierte sich dabei an dem in Helpup bei (heute: in) Oerlinghausen gelegenen Uphof, dessen Geschichte er veröffentlicht hatte. "Meyer" bezeichnete ursprünglich allgemein den Verwalter des zuerst gräflichen Uphofes, später stand der Name Upmeyer für die Eigentümer und Bewohner des Uphofes.
Seine Begeisterung für Musik galt zunächst vor allem dem Werk Richard Wagners, und im Sommer 1925 wirkte er im Bayreuther Festspielorchester als Cellist mit. Ab Anfang der 1920er Jahre begann er sich jedoch mehr und mehr auf Barockmusik zu spezialisieren. Upmeyer arbeitete viel mit Christian Döbereiner und seinem auf „alte“ Musik spezialisierten Münchner Orchester zusammen. Für Konzerte in Hannover, von der damaligen dortigen Mozartgemeinde veranstaltet, stellte Upmeyer oft sein eigenes Cembalo zur Verfügung, das in einem Nachruf als „das damals erste in Hannover“ bezeichnet wird.

Das Wohnhaus von Walter Upmeyer in Hannover, Wiesenstraße 20 (um 1900)

Walter Upmeyer war mit Heinrich Vogeler befreundet; sein eindrucksvolles Fachwerkhaus in der Wiesenstraße 20 in Hannover war „eingerichtet und mit Bildern geschmückt von dem Worpsweder Freund Vogeler“. Upmeyer forschte in zahlreichen Bibliotheken nach Werken alter Musik, von denen er über 100 der Öffentlichkeit neu zugänglich machte. Es handelt sich vor allem um Kompositionen von Tomaso Albinoni, Johann Christian Bach, Wilhelm Friedemann Bach, Filippo Banner, Luigi Boccherini, Antonio Caldara, Nicolas Chédeville, Domenico Dalla Bella, Carl Ditters von Dittersdorf, Anton Filtz, Francesco Geminiani, Joseph Haydn, Michael Haydn, Johann Krieger, Pietro Locatelli, Francesco Manfredini, Gottlieb Muffat, Felice Maria Picinetti, Franz Xaver Thomas Pokorny, Johann Joachim Quantz, Franz Xaver Richter, Alessandro Scarlatti, Gaetano Maria Schiassi, Heinrich Schütz, Carl Stamitz, Johann Stamitz, Georg Philipp Telemann und  Antonio Vivaldi. Upmeyer war Initiator und Mitbegründer von Nagels Musik-Archiv, in welchem er die meisten der Werke herausgab. Etliche seiner Partituren erschienen auch im Bärenreiter-Verlag, so beispielsweise Vivaldis Zwölf Concerti L’Estro Armonico.
Zu den Fotografen, die Walter Upmeyer porträtierten, zählt Wanda von Debschitz-Kunowski.
Upmeyer war der Vater der Tänzerin Almut Winckelmann und des Architekten und Regierungsbauassesors Dietrich Upmeyer. Für Winckelmanns 1942 am Staatstheater Kassel uraufgeführtes „Romantisches Tanzspiel“ nach der Novelle Der goldne Topf von E. T. A. Hoffmann instrumentierte Walter Upmeyer Klavierstücke von Robert Schumann.